# Ferratum
Ferratum Oyj oraz jej spółki zależne tworzą Grupę Ferratum będącą międzynarodowym dostawcą mobilnych usług finansowych. Spółka Ferratum z siedzibą w Helsinkach została utworzona w maju 2005 roku i prowadzi swoją działalność na terenie Europy, Ameryki Północnej, Ameryki Południowej oraz w regionie Azji i Pacyfiku.
Ferratum specjalizuje się w  mobilnych procesach bankowych z wykorzystaniem scentralizowanej infrastruktury technicznej oraz specjalistów sprzedażowych. Dzięki własnemu, samouczącemu się systemowi scoringu, przetwarzającemu ogromne ilości danych (big data) Ferratum oferuje natychmiastową ocenę wiarygodności kredytowej.
Firma Ferratum została założona w roku 2005 przez jej obecnego prezesa Jormę Jokelę. Firma jest jednym z liderów pożyczek mobilnych oferowanych konsumentom indywidualnym i małym przedsiębiorstwom. Aktualnie obecna jest w Europie, Ameryce Północnej, Ameryce Południowej oraz w regionie Azji i Pacyfiku. Unijne pozwolenie na prowadzenie działalności bankowej umożliwia jej działalność we wszystkich krajach Unii Europejskiej.
Ferratum zostało wprowadzone na listę główną frankfurckiej giełdy papierów wartościowych dnia 6 lutego 2015 r. Była to pierwszą spółką FinTech notowana na tej giełdzie. Według ogłoszenia, Ferratum sprzedawała swoje akcje międzynarodowym inwestorom instytucjonalnym. Cena emisyjna akcji wynosiła 17 euro przy rynkowej wartości spółki około 370 mln euro. Zebrano ogółem 48 mln euro na sfinansowanie przyszłego rozwoju spółki: nowych obszarów produktowych i ekspansji działalności.
Łącząc usługi finansowe z technologią, Ferratum oferuje obecnie siedem produktów: pożyczki krótkoterminowe, pożyczki na raty, limit kredytowy, Ferratum dla biznesu (Ferratum Business), Ferratum P2P, Prime Loans orazbankowość mobilną.
Ferratum Mobile Bank uruchomiony w 2016 roku w Niemczech, Szwecji i Norwegii jest nową platformą, łączącą całą aktywność finansową klientów w jednej aplikacji.  Użytkownicy mogą mieć dostęp do rachunków bieżących, oszczędności i kart debetowych w czasie rzeczywistym, niezależnie od waluty.
Od grudnia 2017 r. Ferratum rozpoczął współpracę z nowo utworzonym działem usług finansowych Thomas Cook Money, Thomas Cook Group plc, aby uruchomić swoją pierwszą firmę, „Banking-as-a-Service”Service" ("BaaS").